# Selección de fútbol de Jersey
La selección de fútbol de Jersey, también conocida como Los Crapauds (The Crapauds en inglés), es el equipo representativo formado por jugadores nacional de este estado. No es miembro de la FIFA, ni de la UEFA, por tanto, sus partidos no son reconocidos por estas entidades, aunque participa en la ConIFA y también se ha confirmado su participación en la THEFA (The Football Association). Participa en las ediciones de los Juegos de las Islas.
La Federación de fútbol de Jersey está afiliada a la Asociación Inglesa de Fútbol, ya que no está afiliada ni a la FIFA ni a la UEFA, por lo que la selección oficial de fútbol de Jersey no puede participar en la clasificación para la Copa Mundial de la FIFA ni para el Campeonato Europeo de Fútbol.
En diciembre de 2015, se presentó una solicitud a la UEFA para permitir a Jersey participar en partidos internacionales, tras la admisión de Gibraltar dos años antes. En octubre de 2016, se rechazó la solicitud de Jersey para unirse a la UEFA, pero esta decisión fue recurrida ante el Tribunal de Arbitraje Deportivo (TAS) en junio de 2017.  En septiembre de 2017, el TAS ordenó al Congreso de la UEFA que escuchara el caso de Jersey. En febrero de 2018, la mayoría de las asociaciones miembro de la UEFA votaron en contra de admitir a Jersey como miembro. Posteriormente, en agosto de 2018, se formó un equipo independiente selección de fútbol de Parroquias de Jersey, que se unió a la ConIFA en septiembre de ese año.
En 2023, se rumoreó por el gerente de Groenlandia, Morten Rutjkær, que Jersey estaba interesada en unirse a la CONCACAF.
En la actualidad, los principales partidos de la selección masculina de Jersey son el Muratti Vase anual contra Alderney y Guernsey, otras islas del Canal de la Mancha, así como los Juegos de las Islas, que se celebran cada dos años.
El principal estadio de fútbol de Jersey es el Springfield Stadium, situado en Saint Helier, Jersey. Se fundó en 1885 y sigue utilizándose en la actualidad. Además, tiene capacidad para 2000 espectadores. Los equipos de fútbol de Jersey que juegan en el Springfield Stadium son: The Jersey Football Association y Jersey Bulls Football Club.

## Historia

### Torneo Internacional de Fútbol de la JFA
A principios de noviembre de 2008, Jersey acogió el Torneo Internacional de Fútbol de la JFA, en el que participaron Gibraltar y Madeira, a los que había invitado. La delegación de la Guernsey Football Association se encontraba entre los espectadores del torneo para ver los partidos de Madeira, Jersey y Gibraltar. El 8 de noviembre, Jersey ganó su partido contra Gibraltar por 2-1. El 9 de noviembre, Jersey perdió su último partido contra Madeira por 2-0. Madeira ganó la competición. Jersey terminó en segunda posición y Gibraltar, en tercera.

## Palmarés
- Muratti Vase: 57 (1 compartido)
  - 1908, 1910, 1911, 1921, 1924, 1926, 1928, 1931, 1937*, 1939, 1947, 1948, 1949, 1953, 1955, 1956, 1958, 1959, 1960, 1961, 1962, 1963, 1964, 1965, 1967, 1968, 1970, 1971, 1973, 1976, 1977, 1981, 1982, 1984, 1986, 1987, 1989, 1990, 1993, 1994, 1995, 1996, 1998, 2000, 2002, 2003, 2004, 2006, 2007, 2008, 2009, 2011, 2015, 2016, 2018, 2019, 2022, 2023 (* compartido)
- Juegos de las Islas: 4
  - 1993, 1997, 2009, 2023